# Вольфганг фон Плото
Благородний пан і барон Вольфганг Моріц Дельфін фон Плото (нім. Wolfgang Moritz Delphin Edler Herr und Freiherr von Plotho; 7 вересня 1879, замок Цербен біля Магдебурга — імовірно 1946, СРСР) — німецький офіцер, генерал-лейтенант вермахту.

## Біографія
Син власника лицарської мизи, ландрата і письменника Вольфганга фон Плото і його дружини Бернадіни, уродженої фон Бредов. 6 березня 1899 року поступив на службу в Прусську армію. Учасник Першої світової війни. Після демобілізації армії залишений у рейхсвері. 30 вересня 1929 року вийшов у відставку.
26 серпня 1939 року призваний на службу. Після Польської кампанії призначений комендантом 530-ї тилової області (Варшава). З 1 квітня 1940 року — командир 386-ї, з 12 серпня 1940 року — 269-ї піхотної дивізії. З 15 березня 1941 року — командир 285-ї дивізії охорони. 5 вересня 1942 року відправлений у резерв фюрера, 31 січня 1943 року — у відставку. Існують чутки, що Плото викликав на дуель Юліуса Штрайхера. В 1945 році — керівник частин фолькстштурму в Магдебургу. 17 липня 1946 року викрадений радянськими військами в Шверіні і зник безвісти. Імовірно, помер у полоні.

## Звання
- Фанен-юнкер (6 березня 1899)
- Лейтенант (18 серпня 1900) — патент від 30 січня 1900 року.
- Оберлейтенант (1 жовтня 1909)
- Гауптман (1 жовтня 1913)
- Майор (18 травня 1918)
- Оберстлейтенант (1 жовтня 1924)
- Оберст (1 лютого 1928)
- Генерал-майор запасу (30 вересня 1929)
- Генерал-майор запасу до розпорядження (1938)
- Генерал-майор до розпорядження (1 вересня 1940)
- Генерал-лейтенант до розпорядження (1 жовтня 1941)

## Нагороди
- Залізний хрест 2-го і 1-го класу
- Орден Грифа, лицарський хрест
- Хрест «За військові заслуги» (Мекленбург-Шверін) 2-го і 1-го класу
- Хрест «За вислугу років» (Пруссія)
- Орден Святого Йоанна (Бранденбург), почесний лицар
- Почесний хрест ветерана війни з мечами
- Застібка до Залізного хреста 2-го і 1-го класу